# HIST2H2AC
HIST2H2AC (англ. Histone cluster 2 H2A family member c) – білок, який кодується однойменним геном, розташованим у людей на короткому плечі 1-ї хромосоми.  Довжина поліпептидного ланцюга білка становить 129 амінокислот, а молекулярна маса — 13 988.
| 10         |  | 20         |  | 30         |  | 40         |  | 50         |
| ---------- |  | ---------- |  | ---------- |  | ---------- |  | ---------- |
| MSGRGKQGGK |  | ARAKAKSRSS |  | RAGLQFPVGR |  | VHRLLRKGNY |  | AERVGAGAPV |
| YMAAVLEYLT |  | AEILELAGNA |  | ARDNKKTRII |  | PRHLQLAIRN |  | DEELNKLLGK |
| VTIAQGGVLP |  | NIQAVLLPKK |  | TESHKAKSK  |  |            |  |            |

A: Аланін

D: Аспарагінова кислота

E: Глутамінова кислота

F: Фенілаланін

G: Гліцин

H: Гістидин

I: Ізолейцин

K: Лізин

L: Лейцин

M: Метіонін

N: Аспарагін

P: Пролін

Q: Глутамін

R: Аргінін

S: Серин

T: Треонін

V: Валін

Кодований геном білок за функцією належить до фосфопротеїнів. 
Задіяний у такому біологічному процесі як ацетиляція. 
Білок має сайт для зв'язування з ДНК. 
Локалізований у ядрі, хромосомах.